# Coyville
Coyville är en ort i Wilson County i Kansas. Vid 2010 års folkräkning hade Coyville 46 invånare.